# مشروع قانون نبض القلب
حظر الإجهاض بعد الأسبوع السادس من الحمل أو حظر الإجهاض المبكر، يطلق عليه المؤيدون له «مشروع قانون نبض القلب» أو «مشروع قانون نبض قلب الجنين»، وهو صيغة من صيغ تشريع القيود على الإجهاض في الولايات المتحدة. يجعل هذا الحظر الإجهاض غير قانوني بعد الأسبوع السادس من الحمل، وهو الوقت الذي يزعم المؤيدون له أنه يمكن فيه سماع «نبضات قلب الجنين». تعتبر جانيت بورتر، ناشطة مناهضة للإجهاض من أوهايو، أول شخص وضع هذا النوع من التشريعات. نجحت جهودها في الحصول على موافقة على قانونها النموذجي في فروع حكومية سياسية في نحو عشر ولايات، لكن المحاكم كانت في معظم الحالات تلغي أو تعيق هكذا تشريع. من ناحية ثانية، فإن قانون تكساس، وما اعتمد لاحقًا من قوانين في ولايات أخرى، نجح بفضل آلية تنفيذ فريدة جعلت من الاعتراض على القانون أمرًا بالغ الصعوبة، وهو ما أيدته المحكمة العليا. أصبح تأثير مشروع قانون نبض القلب في بعض الولايات (سواء تم حظره أم لا) أقل من خلال إعلان حظر كلي أكثر صرامة للإجهاض بعد إصدار قرار قضية دوبس ضد منظمة صحة المرأة جاكسون؛ وفي ولايات أخرى مثل أوهايو وكارولينا الجنوبية وتينيسي، أصدر الحكام أوامر منع تقييدية للقوانين التي تم إقرارها سابقًا.
تجادل المجموعات المناهضة للإجهاض أن نبض القلب «هو المؤشر المعترف به عالميًا على الحياة» وبالتالي يجب حمايته. من ناحية أخرى، فإن المدافعين عن حقوق الإنجاب يقولون إن هذا الحظر يعتبر في الواقع حظر كامل للإجهاض لأن العديد من النساء لا يعرفن أنهن حوامل إلا بعد ستة أسابيع من آخر حيض، أي بعد أربعة أسابيع من التخصيب.
قال خبراء الصحة الإنجابية والطبية، بما في ذلك الجمعية الطبية الأمريكية والكلية الأمريكية لأطباء النساء والتوليد، إن الاستشهاد بنبضات قلب الجنين ليس دقيقًا طبيًا ويتعمد التضليل، لأن البويضة لا تسمى جنينًا إلا بعد عشرة أسابيع من الحمل، وقبل ذلك تسمى مضغة، إضافة إلى ذلك فإن المضغة في عمر الستة أسابيع لا يكون لها قلب، وتكون في ذلك الحين فقط عبارة عن مجموعة من الخلايا التي ستتحول إلى قلب. يتشكل القلب بصورة كافية لنكون قادرين على سماع نبضات قلب جنين حقيقي بين الأسبوع 17-20 من الحمل.

## خلفية
تستند مشاريع قانون هارت بيت إلى تشريع نموذجي أنشأته دعوة فيث تو أكشن، وهي دعوة مسيحية محافظة من أوهايو تدعو إلى فرض قيود على الإجهاض. قالت جانيت بورتر، مؤسستها ورئيستها، إنها كانت محبطة بسبب ما لاحظته من التقدم البطيء في حظر الإجهاض في أنحاء الولايات المتحدة. لذلك، وضعت الناشطة مشروع القانون 493 في مجلس أوهايو التشريعي في عام 2011، ونظمت بالونات على شكل قلب و«دلائل» متعلقة بالجنين في المجلس التشريعي، لكن مشروع القانون فشل ولم يخرج من مجلس الشيوخ لأن صانعي القرار خشوا أن يكون غير دستوري. لم تكن تعتبر جهودها في ذلك الوقت اتجاهًا سائدًا، وعارضت مجموعة حق الحياة في أوهايو، وهي مجموعة مناهضة للإجهاض كانت بورتر تعمل لديها سابقًا، هذا التشريع. في الحين الذي فشل فيه هذا الاقتراح، تم اقتراح موجة تشريعات مقلدة له في العديد من الولايات الأخرى، ولم تتوقف منذ ذلك الحين.
في عام 2013، أصبحت داكوتا الشمالية أول ولاية تصدر تشريعًا بحظر الإجهاض بعد الأسبوع السادس من الحمل. في عام 2015، تم اعتبار القانون غير دستوري بموجب السابقة القضائية التي وضعها قرار المحكمة العليا الأمريكية في قضية روي ضد ويد (1973). طرحت إحدى عشرة ولاية مشاريع قوانين لحظر الإجهاض بعد الأسبوع السادس منذ عام 2018؛ ومنذ عام 2019، تم إقرار مشاريع القوانين هذه بما فيها مشاريع قوانين في أوهايو، وجورجيا، ولويزيانا، وميسوري، وألاباما، وكنتاكي، وكارولينا الجنوبية وتكساس ويقع معظمها إما جزئيًا أو كليًا في منطقة الحزام الإنجيلي. صوتت يوتا وأركانساس على تقييد الإجهاض بعد منتصف الثلث الثاني من الحمل. اعتبارًا من يونيو 2022، وفيما عدا مشروع قانون تكساس، فإن أيًا من القوانين لم يعد ساري المفعول بسبب تدخل المحكمة. كتبت منظمة غوتشمر أن «صانعي القرار في الولاية يختبرون حدود ما يمكن أن تسمح به الأغلبية الجديدة من المحكمة العليا الأمريكية ويمهدون الطريق لليوم الذي ستضعف فيه الحماية الدستورية الفيدرالية للإجهاض أو تلغى تمامًا».
اتخذت تكساس نهجًا جديدًا في صياغتها للتشريع؛ فبدلًا من أن تفرض الحكومة القانون، فإنه يحق للمواطنين العاديين مقاضاة من يقدم الخدمة أو يساعد المرأة في الإجهاض. كتبت صحيفة تكساس تريبيون «يأمل داعمو مشروع القانون أن هذا البند الجديد سيفشل الطعون القضائية القانونية على التشريع، لأنه إذا لم يفرض مسؤولو الحكومة هذا الحظر، لا يوجد من تقاضيه المجموعات المؤيدة لحقوق المرأة.

### التوقيت
باعتبار أن بداية الحمل تحسب منذ تاريخ آخر جماع مع المرأة (عمومًا قبل أسبوعين من التخصيب)، فإن ستة أسابيع حمل تعني أربعة أسابيع من التطور المضغي، أي بعد أسبوعين فقط من غياب أول حيض، حيث أن العديد من النساء لا يدركن أنهن حوامل. معظم النساء التي تجري عملية إجهاض تقوم بها بعد ستة أسابيع من الحمل. يؤكد المدافعون عن الحقوق الإنجابية أن بموجب هذه الأسباب وغيرها تعد «مشاريع قانون نبض قلب الجنين» حظرًا فعليًا للإجهاض.

## الجدل

### الحمل نتيجة الاغتصاب
تشير التقديرات إلى وجود بين 25-30 ألف حالة حمل نتيجة الاغتصاب سنويًا بين النساء البالغات، رغم أن الرقم قد يكون أكبر من ذلك لأن بعض النساء لا يبلغن عن الاغتصاب. تعاني معظم النساء من اضطراب ما بعد الصدمة (بي تي إس دي) بعد الاغتصاب، وتجد اتخاذ القرار صعبًا بشكل خاص بعد فترة وجيزة من صدمة الاغتصاب والصدمة الجسدية والنفسية التي يعانين منها لفترة طويلة من الزمن.
في الولايات المتحدة، تشير التقديرات إلى وجود 25-30 ألف حالة حمل نتيجة الاغتصاب سنويًا بين النساء البالغات. تتلقى العديد من الضحايا عناية قليلة إلى معدومة بعدها ويمر معظمهم بأشكال مختلفة من اضطراب ما بعد الصدمة. ثلث حالات الحمل هذه لا يتم اكتشافها إلا في الثلث الثاني من الحمل. أي تأخير في اكتشاف الحمل يقلل من خيارات النساء، خاصة خارج المراكز المدنية الرئيسية، لكن العديد من النساء يكنّ في طور التعافي من الاغتصاب عندما يطلب منهم اتخاذ قرار بالإجهاض أو لا. من المعروف أن معظم النساء لا يبلغن عن الاعتداء الجنسي، وفي العديد من المرات كان من الصعب وصول قضية اعتداء إلى المحاكمة. الفتيات المراهقات على وجه الخصوص لا يبلغن غالبًا عن الاعتداء، رغم أن 74% من النساء اللواتي مارسن الجماع قبل سن الرابعة عشر و60% من أولئك اللواتي مارسن الجنس قبل سن الخامسة عشر يتحدثن عن تعرضهن لتجربة جنسية قسرية. وجدت إحدى الدراسات التي أجريت في سبعينيات القرن العشرين والتي بحثت في بيانات ولاية كاليفورنيا أنه «وسطيًا، اعتُقل 413 رجل فقط سنويًا بتهمة اغتصاب القصّر في كاليفورنيا، رغم وجود 50 ألف حالة حمل بين القاصرات في عام 1976 فقط».
يجعل مشروع «قانون نبض القلب» في ألاباما، الذي تم إقراره في عام 2019، الإجهاض غير قانوني حتى في حالات الاغتصاب وسفاح القربى. علاوة على ذلك، يطلب أيضًا أن يلغي القضاة الحقوق الأبوية للرجل الذي يُدان بالاغتصاب من الدرجة الأولى وبعض الجرائم الجنسية الأخرى، مما يترك ثغرة تسمح للمغتصبين بالحصول على حضانة الطفل الذي نتج عن اعتدائهم. من ناحية ثانية، ونظرًا لأن القانون يتطلب الإدانة، يعتبر الناشطون أنه وبسبب عدم الإبلاغ عن معظم الاعتداءات الجنسية، حيث ليس من المتوقع وجود دليل يثبتها في المحكمة، فإنه يتم ترك العديد من الضحايا عرضة للانتقاد. يخاف الناشطون من أن الضحية يمكن أن تجد نفسها في وضع تجبر فيه على حمل طفل ناتج عن اغتصاب ومن ثم يتم إجبارها على مشاركة أبوة طفلها مع مغتصبها. ردًا على انتقادات مشروع قانون نبض القلب في تكساس الذي يشمل أيضًا النساء والفتيات اللواتي تعرضن للاغتصاب، يؤكد الحاكم غريغ آبوت أن القانون لن يجبر امرأة حامل نتيجة تعرضها للاغتصاب على إجهاضه لأن الولاية «ستعمل بلا كلل على التأكد من إبعاد جميع المغتصبين من شوارع تكساس من خلال الخروج واعتقالهم ومحاكمتهم وطردهم من الشوارع».